# J.League Division 1 2011
Die J.League Division 1 2011 war die neunzehnte Spielzeit der höchsten Division der japanischen J.League und die dreizehnte unter dem Namen Division 1. An ihr nahmen achtzehn Vereine teil. Die Saison begann am 5. März und endete am 3. Dezember 2011; aufgrund des Tōhoku-Erdbebens am 11. März 2011 wurde der Wettbewerb nach nur einem Spieltag bis zum 23. April unterbrochen, die ausgefallenen Spiele wurden in der sonst spielfreien Sommerpause im Juli nachgeholt.
Die Meisterschaft wurde von Vorjahresaufsteiger Kashiwa Reysol gewonnen. Für die AFC Champions League 2012 platzierten sich neben Kashiwa der Zweite Nagoya Grampus und der Dritte Gamba Osaka. Direkte Absteiger in die Division 2 2012 waren der Tabellensechzehnte Ventforet Kofu, der Siebzehnte Avispa Fukuoka sowie Tabellenschlusslicht Montedio Yamagata.

## Modus
Wie in der Vorsaison standen sich die Vereine im Rahmen eines Doppelrundenturniers zweimal, je einmal zuhause und einmal auswärts, gegenüber. Für einen Sieg gab es drei Punkte, bei einem Unentschieden erhielt jede Mannschaft einen Zähler. Die Abschlusstabelle wurde also nach den folgenden Kriterien erstellt:
1. Anzahl der erzielten Punkte
2. Tordifferenz
3. Erzielte Tore
4. Ergebnisse der Spiele untereinander
5. Entscheidungsspiel oder Münzwurf

Der Verein mit dem besten Ergebnis am Ende der Saison errang den japanischen Meistertitel. Die besten drei Teams qualifizierten sich für die AFC Champions League 2012, sollte eine dieser Mannschaften zusätzlich den Kaiserpokal 2011 gewinnen, rückte der Viertplatzierte nach. Die drei schlechtesten Mannschaften stiegen in die J.League Division 2 2012 ab.

## Teilnehmer
Insgesamt nahmen achtzehn Mannschaften an der Spielzeit teil. Hierbei verließen der FC Tokyo, Kyōto Sanga und Shonan Bellmare als schlechteste Teams der Vorsaison die Liga in Richtung Division 2 2011; Tokyo beendete eine elfjährige Spielklassenzugehörigkeit, Kyōto kehrte nach drei Jahren und Shonan nach nur einem Jahr in die Division 2 zurück.
Ersetzt wurden die drei Absteiger durch die besten drei Vereine der J.League Division 2 2010. Meister Kashiwa Reysol konnte den zweiten Abstieg aus dem Oberhaus am Ende der Saison 2009 sofort reparieren, der Zweitplatzierte Ventforet Kofu stieg nach drei Jahren Division 2 zum zweiten Mal in die Division 1 auf; der Drittplatzierte Avispa Fukuoka wagte nach vier Jahren in der Division 2 seinen dritten Anlauf in der Division 1.
| Verein              | Stadt/Region                   |
| ------------------- | ------------------------------ |
| Albirex Niigata     | Niigata und Seirō, Niigata     |
| Avispa Fukuoka      | Fukuoka, Fukuoka               |
| Cerezo Osaka        | Osaka, Osaka                   |
| Gamba Osaka         | Suita, Osaka                   |
| Júbilo Iwata        | Iwata, Shizuoka                |
| Kashima Antlers     | Kashima, Ibaraki               |
| Kashiwa Reysol      | Kashiwa, Chiba                 |
| Kawasaki Frontale   | Kawasaki, Kanagawa             |
| Montedio Yamagata   | Tendō, Yamagata                |
| Nagoya Grampus      | Nagoya, Aichi                  |
| Ōmiya Ardija        | Saitama, Saitama               |
| Sanfrecce Hiroshima | Hiroshima, Präfektur Hiroshima |
| Shimizu S-Pulse     | Shizuoka, Shizuoka             |
| Urawa Red Diamonds  | Saitama, Saitama               |
| Vegalta Sendai      | Sendai, Miyagi                 |
| Ventforet Kofu      | Städteverbund in Yamanashi     |
| Vissel Kōbe         | Kōbe, Hyōgo                    |
| Yokohama F. Marinos | Yokohama, Kanagawa             |

## Trainer
| Verein              | Cheftrainer                       |
| ------------------- | --------------------------------- |
| Vegalta Sendai      | Makoto Teguramori                 |
| Montedio Yamagata   | Shinji Kobayashi                  |
| Kashima Antlers     | Oswaldo de Oliveira               |
| Urawa Reds          | Željko Petrović → Takafumi Hori   |
| Omiya Ardija        | Jun Suzuki                        |
| Kashiwa Reysol      | Nelsinho Baptista                 |
| Kawasaki Frontale   | Naoki Sōma                        |
| Yokohama F. Marinos | Kazushi Kimura                    |
| Ventforet Kofu      | Toshiya Miura → Satoru Sakuma     |
| Albirex Niigata     | Hisashi Kurosaki                  |
| Shimizu S-Pulse     | Afshin Ghotbi                     |
| Júbilo Iwata        | Masaaki Yanagishita               |
| Nagoya Grampus      | Dragan Stojković                  |
| Gamba Osaka         | Akira Nishino                     |
| Cerezo Osaka        | Levir Culpi                       |
| Vissel Kobe         | Masahiro Wada                     |
| Sanfrecce Hiroshima | Michael Petrović                  |
| Avispa Fukuoka      | Yoshiyuki Shinoda → Tetsuya Asano |

## Spieler
| Verein              | Spieler |
| ------------------- | --- |
| Vegalta Sendai      | Jirō Kamata (33/1), Kōdai Watanabe (10/2), Jun’ya Hosokawa (3/0), Cho Byung-kuk (28/0), Makoto Kakuda (29/2), Toshihiro Matsushita (26/2), Takayuki Nakahara (9/0), Ryang Yong-gi (34/4), Kunimitsu Sekiguchi (30/0), Yūki Nakashima (20/1), Yoshiki Takahashi (19/0), Yoshiaki Ōta (30/4), Takuto Hayashi (34/0), Shingo Tomita (31/0), Marquinhos (1/0), Diego (5/0), Yūki Mutō (5/1), Max (2/0), Naoya Tamura (19/0), Shingo Akamine (31/14), Naoki Sugai (30/7), Park Ju-sung (27/0), Atsushi Yanagisawa (17/1), Daisuke Saitō (3/0) |
| Montedio Yamagata   | Kenta Shimizu (18/0), Ryō Kobayashi (24/0), Hidenori Ishii (30/1), Shōgo Nishikawa (11/0), Tōmi Shimomura (20/0), Kōhei Miyazaki (13/2), Katsuyuki Miyazawa (25/0), Yūji Funayama (19/0), Tatsuya Furuhashi (12/0), Yū Hasegawa (23/2), Tomotaka Kitamura (5/0), Tatsuya Ishikawa (18/0), Takuya Miyamoto (28/1), Yūki Uekusa (16/0), Kentarō Satō (27/1), Tetsuya Ōkubo (20/4), Masaru Akiba (31/1), Daichi Kawashima (13/0), Takuya Sonoda (16/0), Kei Nakano (1/0), Shun Itō (21/3), Takumi Yamada (5/0), Tetsurō Ōta (26/3), Tomoyasu Hirose (19/0), Kazuya Maeda (21/1), Masato Yamazaki (14/4)                                                                |
| Kashima Antlers     | Daiki Iwamasa (28/6), Alex (30/1), Kōji Nakata (26/2), Tōru Araiba (23/1), Takuya Nozawa (34/6), Yūya Ōsako (25/5), Masashi Motoyama (13/0), Fellype Gabriel (16/2), Shinzō Kōroki (31/4), Chikashi Masuda (32/5), Takeshi Aoki (23/0), Takuya Honda (3/0), Carlao (5/1), Tarta (7/0), Masahiko Inoha (10/1), Gaku Shibasaki (13/0), Hitoshi Sogahata (34/0), Daigo Nishi (30/1), Takefumi Tōma (2/0), Yasushi Endō (30/3), Kenji Koyano (3/0), Shōma Doi (2/0), Yūzō Tashiro (22/12), Igor (2/0), Mitsuo Ogasawara (31/1) |
| Urawa Reds          | Norihiro Yamagishi (9/0), Keisuke Tsuboi (5/0), Tomoya Ugajin (14/0), Spiranovic (25/0), Shunki Takahashi (27/0), Nobuhisa Yamada (24/0), Tsukasa Umesaki (13/2), Yōsuke Kashiwagi (31/5), Edmilson (12/3), Marcio Richardes (30/3), Tatsuya Tanaka (22/2), Kōji Noda (10/0), Keita Suzuki (26/1), Tadaaki Hirakawa (24/1), Sergio Escudero (20/1), Hiroyuki Takasaki (15/2), Mitsuru Nagata (34/2), Nobuhiro Katō (26/0), Kazuki Hara (10/0), Naoki Yamada (18/1), Jun Aoyama (1/0), Genki Haraguchi (30/9), Mizuki Hamada (4/0), Shūto Kojima (6/0), Takuya Okamoto (1/0), Mazzolla (21/3), Despotovic (14/0)                                                     |
| Omiya Ardija        | Takashi Kitano (34/0), Yūki Fukaya (27/1), Takuya Aoki (34/3), Lee Chun-soo (27/6), Keigo Higashi (27/8), Naoki Ishihara (25/4), Rafael (31/10), Chikara Fujimoto (26/0), Daigō Watanabe (23/1), Shūsuke Tsubouchi (19/0), Jun Kanakubo (10/1), Kōta Ueda (31/1), Hayato Hashimoto (9/0), Kim Young-gwon (27/0), Shin Kanazawa (18/1), Norio Suzuki (1/0), Kazuhiro Murakami (29/1), Shintarō Shimizu (4/0), Daisuke Watabe (23/0), Arata Sugiyama (19/0), Yōsuke Kataoka (15/0), Rodrigo Pimpao (9/1) |
| Kashiwa Reysol      | Kazushige Kirihata (8/0), Takanori Nakajima (3/0), Naoya Kondō (31/1), Hiroki Sakai (27/0), Tatsuya Masushima (25/0), Park Dong-hyuk (17/2), Hidekazu Ōtani (27/0), Masakatsu Sawa (23/2), Hideaki Kitajima (23/9), Leandro Domingues (30/15), Ryōhei Hayashi (10/1), Akihiro Hyōdō (16/1), Yūki Ōtsu (10/0), Jorge Wagner (31/11), An Yong-hak (2/0), Jun’ya Tanaka (30/13), Masato Kudō (25/7), Akimi Barada (27/1), Takanori Sugeno (26/0), Wataru Hashimoto (25/1), Yōhei Kurakawa (1/0), Yūsuke Murakami (5/0), Roger (2/0), Ryōichi Kurisawa (31/0), Kōki Mizuno (10/0)                                                                                       |
| Kawasaki Frontale   | Takashi Aizawa (17/0), Hiroki Itō (10/0), Yūsuke Tanaka (30/2), Yūsuke Igawa (28/1), Jun Sonoda (2/0), Yūsuke Tasaka (25/2), Masaru Kurotsu (1/0), Takanobu Komiyama (25/0), Takurō Yajima (30/7), Juninho (32/9), Yū Kobayashi (32/12), Kōji Yamase (34/6), Kengo Nakamura (30/4), Yūki Sanetō (12/0), Jumpei Kusukami (19/1), Kōsuke Kikuchi (31/1), Tomonobu Yokoyama (10/1), Kōsei Shibasaki (31/1), Jun’ichi Inamoto (12/2), Yūki Natsume (3/0), Akito Fukumori (2/0), Kyōhei Noborizato (19/2), Yūdai Tanaka (6/0), Shunsuke Andō (4/0), Rikihiro Sugiyama (13/0), Satoshi Kukino (6/0), Ryōta Ōshima (9/0)                                                   |
| Yokohama F. Marinos | Takashi Amano (13/1), Yūzō Kurihara (30/3), Kim Kun-hoan (30/3), Shōhei Ogura (33/1), Shingō Hyōdō (34/6), Ariajasuru Hasegawa (23/1), Kazuma Watanabe (30/7), Yūji Ono (29/4), Masashi Ōguro (28/10), Yūzō Kobayashi (32/1), Kenta Kanō (10/0), Rei Matsumoto (1/0), Kentarō Moriya (4/1), Yasuhiro Hato (16/0), Hiroki Iikura (33/0), Yūji Nakazawa (33/1), Takashi Kanai (21/0), Shunsuke Nakamura (24/4), Naoaki Aoyama (10/0), Hiroyuki Taniguchi (33/2), Yōta Akimoto (1/0) |
| Ventforet Kofu      | Kōta Ogi (23/0), Teruaki Kobayashi (11/0), Daisuke Tomita (18/0), Hideomi Yamamoto (30/0), Daniel (28/1), Yutaka Yoshida (23/0), Katsuya Ishihara (16/1), Yūji Yabu (12/1), Genki Nagasato (14/0), Paulinho (28/10), Rudnei (2/0), Davi (10/0), Toshihiko Uchiyama (20/1), Mike Havenaar (32/17), Tomoya Uchida (9/0), Masaru Matsuhashi (12/1), Takuma Tsuda (6/0), Yoshifumi Kashiwa (29/1), Kim Shin-young (2/0), Kim Jin-kyu (4/1), Atsushi Katagiri (29/1), Hiroki Aratani (13/0), Yūki Koike (1/0), Yūki Horigome (3/0), Daisuke Ichikawa (22/0), Yoshirō Abe (24/4), Teruyoshi Itō (28/0), Atsushi Izawa (14/2), Yūsuke Inuzuka (5/1), Kazunari Hosaka (8/0) |
| Albirex Niigata     | Kazunari Ōno (7/0), Kazuhiko Chiba (29/1), Daisuke Suzuki (24/1), Naoki Ishikawa (22/1), Yūta Mikado (33/2), Anderson (11/1), Fumiya Kogure (19/0), Cho Young-cheol (25/6), Michael (30/6), Bruno Lopes (32/13), Masaru Katō (2/0), Seiya Fujita (18/1), Isao Homma (34/2), Hideo Ōshima (5/0), Jun Uchida (5/0), Kengo Kawamata (23/0), Ayato Hasebe (1/0), Shigeto Masuda (2/0), Masaaki Higashiguchi (14/0), Atomu Tanaka (25/3), Gōtoku Sakai (25/1), Yūsuke Murakami (15/0), Noriyoshi Sakai (3/0), Hideaki Ozawa (17/0), Yoshiyuki Kobayashi (24/0), Naoya Kikuchi (23/0), Yōhei Takeda (4/0)                                                                 |
| Shimizu S-Pulse     | Kaito Yamamoto (20/0), Arata Kodama (2/0), Yasuhiro Hiraoka (24/0), Kōsuke Ōta (34/1), Keisuke Iwashita (29/2), Kōta Sugiyama (10/0), Masaki Yamamoto (14/0), Takuma Edamura (27/1), Yūichirō Nagai (17/0), Daigo Kobayashi (12/0), Genki Ōmae (34/8), Toshiyuki Takagi (29/2), Shō Itō (11/1), Shinji Tsujio (27/1), Bosnar (32/5), Shinji Ono (26/6), Naohiro Takahara (28/8), Fredrik Ljungberg (8/0), Calvin Jong-a-Pin (11/0), Naoya Okane (1/0), Taisuke Muramatsu (19/0), Atomu Nabeta (7/0), Ryō Takeuchi (1/0), Kempei Usui (14/0), Alex (33/7) |
| Júbilo Iwata        | Yoshikatsu Kawaguchi (34/0), Ken’ichi Kaga (30/0), Ryū Okada (4/0), Yūichi Komano (34/2), Daisuke Nasu (33/3), Gilsinho (29/3), Hiroki Yamada (29/5), Norihiro Nishi (10/0), Lee Gang-jin (4/0), Park Joo-ho (11/0), Minoru Suganuma (11/0), Jō Kanazawa (8/0), Hidetaka Kanazono (28/12), Ryōichi Maeda (28/14), Tomoyuki Arata (13/1), Shūto Yamamoto (28/1), Yūki Kobayashi (33/0), Kōsuke Yamamoto (23/2), Ryōhei Yamazaki (19/4), Keisuke Funatani (6/0), Yoshiaki Fujita (31/1), Rodrigo Souto (12/2), Masahiro Koga (7/0) |
| Nagoya Grampus      | Seigō Narazaki (24/0), Mitsuru Chiyotanda (17/0), Marcus Tulio Tanaka (31/6), Takahiro Masukawa (33/1), Shōhei Abe (32/0), Naoshi Nakamura (27/3), Jungo Fujimoto (33/9), Burzanovic (22/3), Yoshizumi Ogawa (34/3), Keiji Tamada (33/14), Keiji Yoshimura (6/0), Kennedy (31/19), Kensuke Nagai (27/3), Danilson (23/0), Kōji Hashimoto (3/0), Mū Kanazaki (12/0), Shō Hanai (1/0), Taishi Taguchi (3/0), Hikaru Kuba (2/0), Hayuma Tanaka (34/1), Ryōta Isomura (20/3), Makito Yoshida (5/0), Teruki Tanaka (1/0), Alessandro Santos (11/0), Yoshinari Takagi (11/0)                                                                                              |
| Gamba Osaka         | Yōsuke Fujigaya (34/0), Sōta Nakazawa (27/5), Kim Jung-ya (3/0), Kazumichi Takagi (13/1), Satoshi Yamaguchi (30/2), Takumi Shimohira (21/1), Yasuhito Endō (33/4), Hayato Sasaki (21/1), Adriano (8/9), Rafinha (17/11), Takahiro Futagawa (32/5), Takashi Usami (14/4), Kim Seung-yong (28/4), Shōki Hirai (21/5), Hiroki Fujiharu (11/1), Shōhei Ōtsuka (1/1), Tomokazu Myōjin (27/2), Shōta Kawanishi (8/4), Akira Kaji (30/0), Lee Keun-ho (32/15), Takuya Takei (33/2), Shigeru Yokotani (11/0), Hideo Hashimoto (4/0), Tatsuya Uchida (5/0), Kōtarō Ōmori (1/0), Afonso (5/0)                                                                                 |
| Cerezo Osaka        | Takahiro Ōgihara (10/4), Teruyuki Moniwa (33/0), Kōta Fujimoto (19/2), Masaki Chūgo (24/0), Hotaru Yamaguchi (17/1), Takashi Inui (14/5), Yōhei Ōtake (5/1), Rodrigo Pimpao (14/4), Fábio Lopes (14/1), Martinez (21/1), Ryūji Bando (21/10), Hiroshi Kiyotake (25/7), Yūsuke Maruhashi (32/1), Rui Komatsu (23/5), Kim Bo-kyung (26/8), Noriyuki Sakemoto (22/2), Ryō Nagai (10/0), Daisuke Takahashi (17/0), Kim Jin-hyeon (34/0), Taikai Uemoto (25/1), Shū Kurata (33/10), Masato Kurogi (5/0), Kazuya Murata (6/1), Ken’yū Sugimoto (15/2), Hiroyuki Omata (4/0)                                                                                               |
| Vissel Kobe         | Gakuto Kondō (19/0), Takahito Sōma (8/1), Kunie Kitamoto (34/2), Hiroyuki Kōmoto (32/0), Kenji Haneda (6/0), Park Kang-jo (27/5), Ryōsuke Matsuoka (22/2), Rogerinho (11/0), Botti (26/1), Popo (32/7), Yoshito Ōkubo (30/9), Tsuneyasu Miyamoto (4/0), Tsubasa Ōya (2/0), Takayuki Yoshida (29/9), Hideo Tanaka (26/2), Kōki Arita (10/0), Ryōta Morioka (21/2), Hiroto Mogi (27/1), Kenji Baba (1/0), Lee Jae-min (3/0), Masatoshi Mihara (18/0), Yōsuke Ishibitsu (16/1), Kōhei Mishima (4/0), Ken Tokura (14/2), Keisuke Hayashi (2/0), Kenta Tokushige (34/0), Keijirō Ogawa (12/0), Bae Chun-suk (3/0)                                                        |
| Sanfrecce Hiroshima | Shūsaku Nishikawa (34/0), Hiroki Mizumoto (18/1), Tomic (9/1), Toshihiro Aoyama (27/2), Kōji Morisaki (30/5), Kazuyuki Morisaki (32/0), Tadanari Lee (32/15), Mujiri (34/6), Hisato Satō (33/11), Mikic (31/2), Yōjirō Takahagi (31/2), Satoru Yamagishi (30/1), Kōta Hattori (17/0), Kōhei Morita (15/1), Hironori Ishikawa (11/0), Tsubasa Yokotake (12/0), Ryōta Moriwaki (27/2), Takuya Marutani (6/0), Masato Yamazaki (8/0), Kōji Nakajima (33/2) |
| Avispa Fukuoka      | Ryūichi Kamiyama (17/0), Kim Min-je (18/0), Tatsunori Yamagata (31/0), Takumi Wada (21/0), Makoto Tanaka (7/0), Daiki Niwa (30/0), Kōsuke Nakamachi (24/2), Jun Suzuki (30/1), Yutaka Takahashi (21/2), Hisashi Jōgo (31/7), Yūsuke Tanaka (32/1), Shōgo Kobara (20/0), Takuya Matsuura (32/3), Hideya Okamoto (30/8), Kazuki Yamaguchi (14/0), Masato Yoshihara (4/0), Shō Naruoka (27/3), Yōsuke Miyaji (3/0), Norihisa Shimizu (5/0), Toshiya Sueyoshi (29/2), Yūji Rokutan (17/0), Kentarō Shigematsu (25/2), Taku Ushinohama (4/2), Ramazotti (4/1) |

## Statistik

### Tabelle
| Pl.                    | Verein              | Sp. | S  | U  | N  | Tore    | Diff. | Punkte |
| ---------------------- | ------------------- | --- | -- | -- | -- | ------- | ----- | ------ |
| 1.                     | Kashiwa Reysol (N)  | 34  | 23 | 3  | 8  | 065:420 | +23   | 72     |
| 2.                     | Nagoya Grampus (M)  | 34  | 21 | 8  | 5  | 067:360 | +31   | 71     |
| 3.                     | Gamba Osaka         | 34  | 21 | 7  | 6  | 078:510 | +27   | 70     |
| 4.                     | Vegalta Sendai      | 34  | 14 | 14 | 6  | 039:250 | +14   | 56     |
| 5.                     | Yokohama F. Marinos | 34  | 16 | 8  | 10 | 046:400 | +6    | 56     |
| 6.                     | Kashima Antlers (P) | 34  | 13 | 11 | 10 | 053:400 | +13   | 50     |
| 7.                     | Sanfrecce Hiroshima | 34  | 14 | 8  | 12 | 052:490 | +3    | 50     |
| 8.                     | Júbilo Iwata        | 34  | 13 | 8  | 13 | 053:450 | +8    | 47     |
| 9.                     | Vissel Kōbe         | 34  | 13 | 7  | 14 | 044:450 | −1    | 46     |
| 10.                    | Shimizu S-Pulse     | 34  | 11 | 12 | 11 | 042:510 | −9    | 45     |
| 11.                    | Kawasaki Frontale   | 34  | 13 | 5  | 16 | 052:530 | −1    | 44     |
| 12.                    | Cerezo Osaka        | 34  | 11 | 10 | 13 | 067:530 | +14   | 43     |
| 13.                    | Ōmiya Ardija        | 34  | 10 | 12 | 12 | 038:480 | −10   | 42     |
| 14.                    | Albirex Niigata     | 34  | 10 | 9  | 15 | 038:460 | −8    | 39     |
| 15.                    | Urawa Red Diamonds  | 34  | 8  | 12 | 14 | 036:430 | −7    | 36     |
| 16.                    | Ventforet Kofu (N)  | 34  | 9  | 6  | 19 | 042:630 | −21   | 33     |
| 17.                    | Avispa Fukuoka (N)  | 34  | 6  | 4  | 24 | 034:750 | −41   | 22     |
| 18.                    | Montedio Yamagata   | 34  | 5  | 6  | 23 | 023:640 | −41   | 21     |
| Stand: Ende der Saison |                     |     |    |    |    |         |       |        |

Nach Ende der Saison:
| Zum Saisonende 2010: |                                                                                             |
| (M)                  | Japanischer Meister 2010: Nagoya Grampus                                                    |
| (P)                  | Japanischer Pokalsieger 2010: Kashima Antlers                                               |
| (N)                  | Aufsteiger aus der J.League Division 2 2010: Kashiwa Reysol, Ventforet Kofu, Avispa Fukuoka |